# Wisznia Mała (gmina)
Pour la localité, voir Wisznia Mała.
Wisznia Mała est une gmina rurale du powiat de Trzebnica, Basse-Silésie, dans le sud-ouest de la Pologne. Son siège est le village de Wisznia Mała.
La gmina couvre une superficie de 103,33 km2 pour une population de 7 981 habitants.

## Géographie
La gmina est bordée par la ville de Wrocław et les gminy de Długołęka, Oborniki Śląskie et Trzebnica.
La gmina contient les villages de Gaj, Kryniczno, Krzyżanowice, Ligota Piękna, Machnice, Malin, Mienice, Ozorowice, Pierwoszów, Piotrkowiczki, Psary, Rogoż, Strzeszów, Szewce, Szymanów, Wisznia Mała et Wysoki Kościół.